# Патијала
Патијала је град у Индији у држави Панџаб. Према незваничним резултатима пописа 2011. у граду је живело 405.164 становника.

## Становништво
Према незваничним резултатима пописа, у граду је 2011. живело 405.164 становника.
| 1991.   | 2001.   | 2011.   |
| ------- | ------- | ------- |
| 238.368 | 303.151 | 405.164 |